# Camille Chautemps

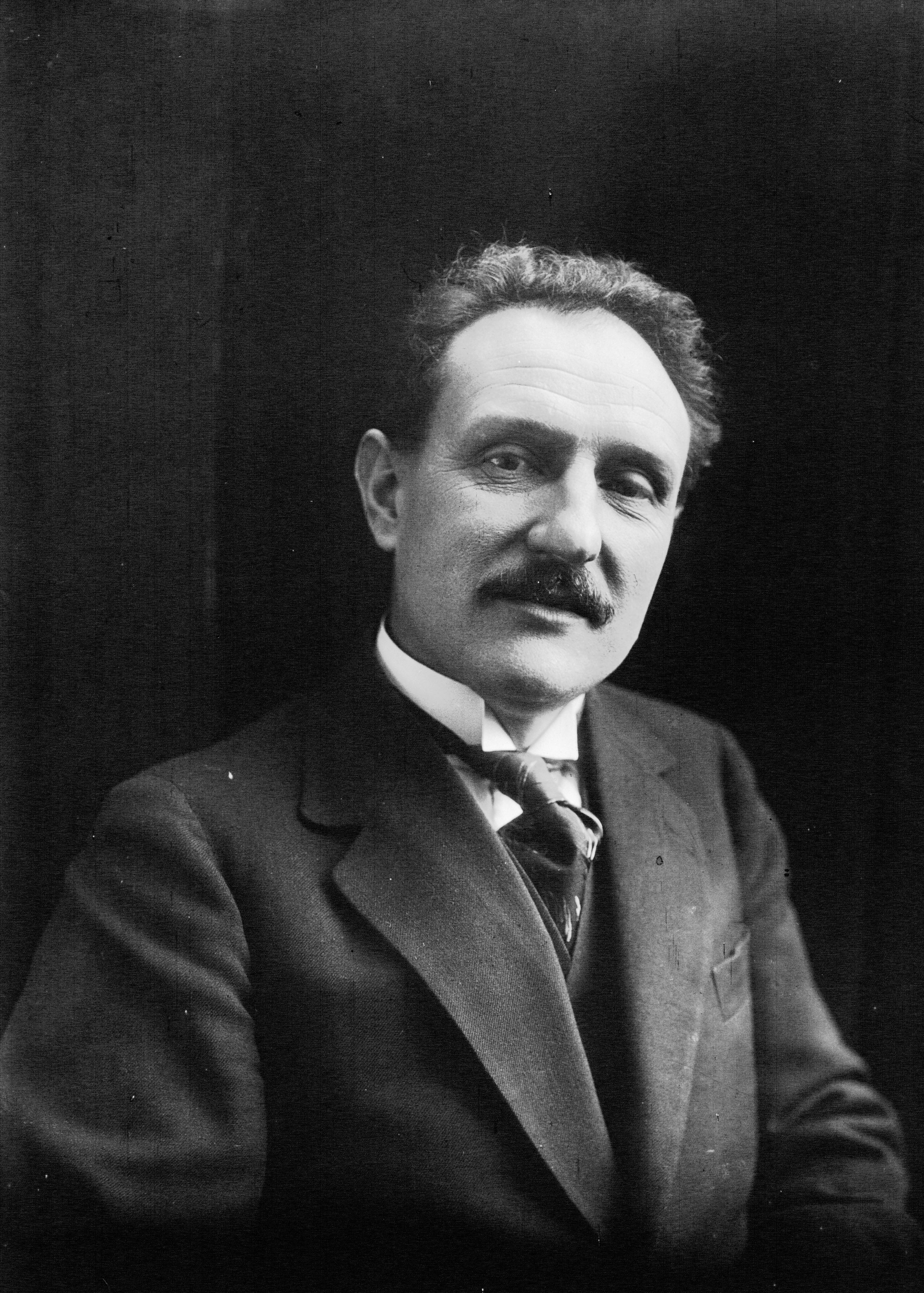
Camille Chautemps (1925)

Camille Chautemps (* 1. Februar 1885 in Paris; † 1. Juli 1963 in Washington, D.C.) war ein französischer Politiker. Er war dreimal Premierminister der Dritten Republik.

## Leben
Chautemps, der dem Parti radical angehörte, schloss zunächst ein Studium der Rechtswissenschaften ab. 1912 wurde er Bürgermeister von Tours, 1919 zog er als Abgeordneter in die Nationalversammlung ein. Zwischen 1924 und 1926 wurde er als Minister in die Mitte-links-Kabinette von Édouard Herriot, Paul Painlevé und Aristide Briand berufen, wobei er zunächst als Innenminister amtierte, später als Justiz- und Kriegsminister.
Am 21. Februar 1930 wurde Chautemps erstmals Premierminister, doch bereits am 2. März musste er die Regierungsgewalt wieder an seinen Vorgänger André Tardieu abgeben. In der Folge war er zwischen 1932 und 1933 erneut Innenminister, ehe er am 26. November 1933 zum zweiten Mal das höchste Regierungsamt übernahm. Der als Stavisky-Affäre bekannt gewordene Finanzskandal, in den Mitglieder seines Kabinetts verwickelt waren, zwang ihn am 30. Januar 1934 bereits wieder zum Rücktritt.
1936 kehrte er als Staatsminister der Volksfrontregierung von Léon Blum in die Exekutive zurück, ehe er als dessen Nachfolger am 22. Juni 1937 zum dritten Mal Premierminister wurde. Er betrieb die Verstaatlichung der Eisenbahn, woraus am 1. September 1937 die Gründung der SNCF resultierte. Am 10. März 1938 trat Chautemps dann letztmals als Premierminister zurück, übernahm aber in den Kabinetten seiner Nachfolger Édouard Daladier und Paul Reynaud jeweils das Amt des stellvertretenden Regierungschefs. Nach dem deutschen Einmarsch in Frankreich machte er sich für einen schnellen Waffenstillstand stark. Am 10. Juli 1940 stimmte er in der Nationalversammlung für die erweiterten Vollmachten für Marschall Pétain. Er gehörte dann auch der neuen Regierung Pétains als Vize-Premierminister an, trat aber nach einem Monat zurück.
Im November 1940 ging Chautemps ins Exil in die USA, ehe er nach der deutschen Kapitulation 1944 kurze Zeit in Nordafrika lebte. Nach dem Krieg kehrte er zeitweise nach Frankreich zurück, während seine Familie dauerhaft in den USA blieb, wo er dann auch 1963 starb.

## Werke (Auswahl)
- 1906: Faculté de droit de Paris[2]
- 1926: Tours et la guerre: étude économique et sociale[3]
- 1963: Cahiers secrets de l’armistice (1939–1940)[4]